# Antje Kempe
Antje Kempe (República Democrática Alemana, 22 de junio de 1963) es una atleta alemana retirada especializada en la prueba de lanzamiento de jabalina, en la que ha conseguido ser subcampeona europea en 1982.

## Carrera deportiva
En el Campeonato Europeo de Atletismo de 1982 ganó la medalla de plata en el lanzamiento de jabalina, llegando hasta los 67.94 metros, siendo superada por la griega Anna Verouli que con 70.02 m batió el récord de los campeonatos, y por delante de otra atleta griega Sofia Sakorafa (bronce con 67.04 m).